# Матч за звання чемпіона світу із шахів 2021
Матч за звання чемпіона світу із шахів 2021 (57-й в історії шахів) — матч між чемпіоном світу Магнусом Карлсеном (Норвегія) та переможцем турніру претендентів 2020 року Яном Непомнящим (Росія) за звання чемпіона світу із шахів. За його результатами Карлсен зберіг титул.  

## Турнір претендентів
Претендентом був Ян Непомнящий, який переміг на турнірі претендентів 2020 у Єкатеринбургзі, де змагалося восьмеро гравців.

## Перебіг
Змагання проводилось під егідою ФІДЕ в Дубаї з 24 листопада до 10 грудня 2021 року. Матч було перенесено на рік через пандемію коронавірусної хвороби 2019.
Матч був у форматі "кращий з 14", з тай-брейком за потреби. Його збільшили з 12 ігор після попереднього матчу, де всі основні партії закінчились нічиєю.
Через санкції ВАДА проти Росії, Непомнящий змагався не під прапором Росії, а під прапором з написом CFR (Chess Federation of Russia).

## Результати
Шоста гра матчу стала найдовшою (136 ходів, 7 годин 45 хвилин) в історії матчів за чемпіонство, також вона перервала серію з 19 нічиїх у цих матчах.
10 грудня 2021 року, після завершення одинадцятої партії, матч закінчився достроково перемогою чинного чемпіона Магнуса Карлсена з рахунком 7½ — 3½.
|                 | 1   | 2   | 3   | 4   | 5   | 6   | 7   | 8   | 9   | 10  | 11  | 12 | 13 | 14 | + | - | = | Результат |
| Ян Непомнящий   | ½   | ½   | ½   | ½   | ½   | 0   | ½   | 0   | 0   | ½   | 0   | -  | -  | -  | 0 | 4 | 7 | 3½        |
| Магнус Карлсен  | ½   | ½   | ½   | ½   | ½   | 1   | ½   | 1   | 1   | ½   | 1   | -  | -  | -  | 4 | 0 | 7 | 7½        |
| ECO             | C88 | E05 | C88 | C42 | C88 | D02 | C88 | C43 | A13 | C42 | C55 |    |    |    |   |   |   |           |
| Кількість ходів | 45  | 58  | 41  | 33  | 43  | 136 | 41  | 46  | 39  | 41  | 49  |    |    |    |   |   |   |           |

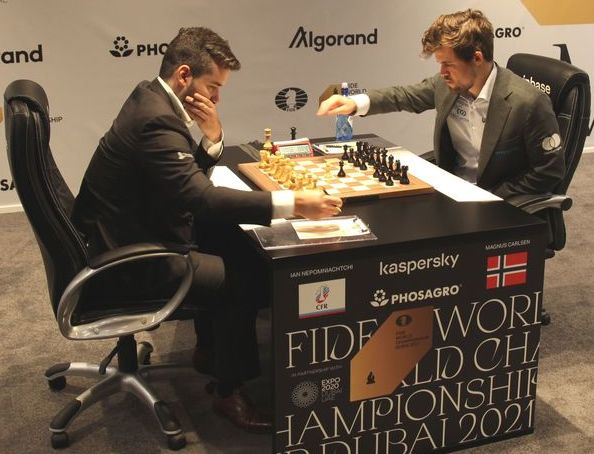
Початок одинадцятої гри

Карлсен отримав 1,2 мільйона євро, Непомнящий — 800 тисяч; рейтинги Ело змінилися на 9 очків у кожного.